# Simulium planipuparium
Simulium planipuparium är en tvåvingeart som beskrevs av Rubtsov 1947. Simulium planipuparium ingår i släktet Simulium och familjen knott. Inga underarter finns listade i Catalogue of Life.